# Sonnenhöhe

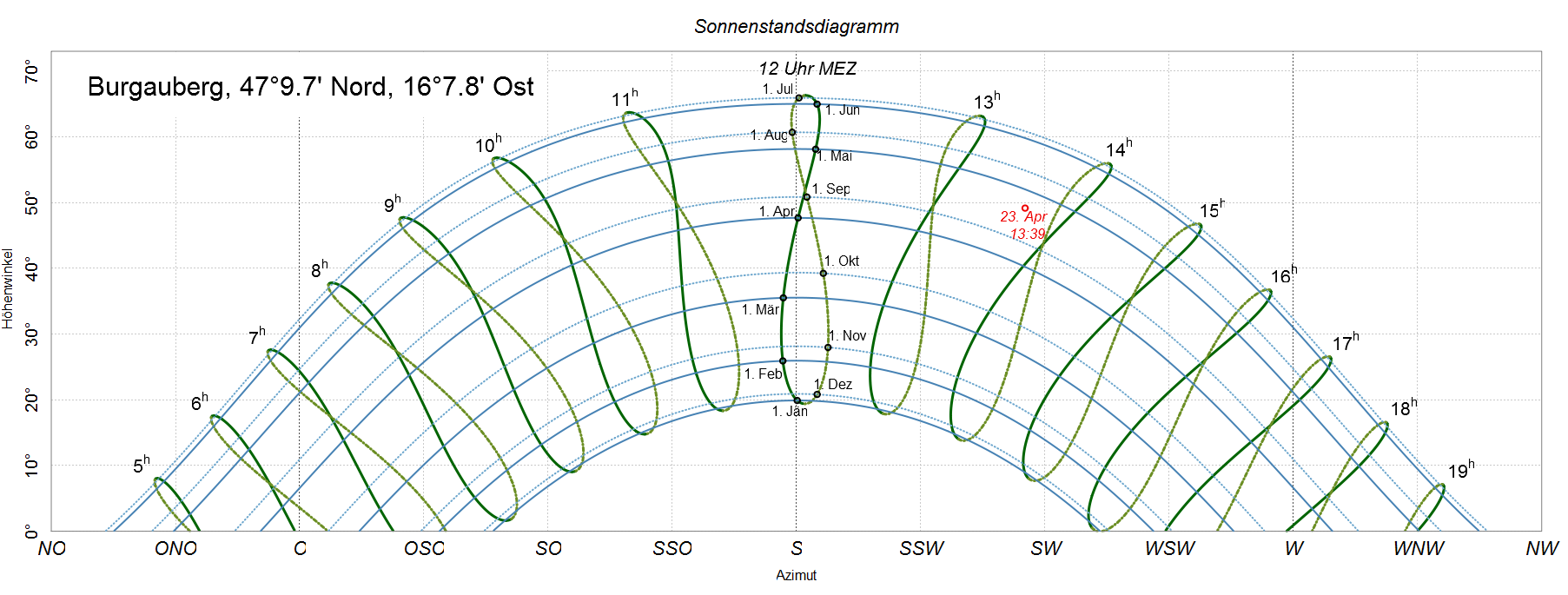
Sonnenstandsdiagramm, aus dem die größte Sonnenhöhe ablesbar ist

Als Sonnenhöhe wird der Höhenwinkel der Sonne über dem Horizont des Beobachters bezeichnet; insbesondere die maximale Sonnenhöhe zu Mittag (12 Uhr, wahre Sonnenzeit), deren Messung die einfachste Methode zur Bestimmung der geografischen Breite des Standorts ist. In der Nautik wird sie als Mittagsbesteck bezeichnet. 
Die Sonnenhöhe einer beliebigen Tageszeit kann aus dem Astronomischen Dreieck mittels Uhrzeit, Datum und Position des Beobachters berechnet werden.